# Lijst van voetbalinterlands Kameroen - Tunesië
Deze lijst van voetbalinterlands is een overzicht van alle officiële voetbalwedstrijden tussen de nationale teams van Kameroen en Tunesië. De landen hebben tot op heden achttien keer tegen elkaar gespeeld. De eerste wedstrijd, een kwalificatiewedstrijd voor de Afrika Cup 1968, vond plaats op 5 februari 1967 in Tunis. Het laatste duel, een vriendschappelijke wedstrijd, werd gespeeld in Radès op 12 oktober 2019.

## Wedstrijden
| №  | Plaats   | Datum            | Competitie                   | Wedstrijd          | Uitslag |
| -- | -------- | ---------------- | ---------------------------- | ------------------ | ------- |
| 1  | Tunis    | 5 februari 1967  | Afrika Cup 1968 kwalificatie | Tunesië − Kameroen | 4 − 0   |
| 2  | Yaoundé  | 16 augustus 1967 | Afrika Cup 1968 kwalificatie | Kameroen − Tunesië | 2 − 0   |
| 3  | Douala   | 1 december 1968  | Vriendschappelijk            | Kameroen − Tunesië | 4 − 2   |
| 4  | Tunis    | 8 november 1981  | Vriendschappelijk            | Tunesië − Kameroen | 1 − 1   |
| 5  | Tripoli  | 5 maart 1982     | Afrika Cup 1982              | Kameroen − Tunesië | 1 − 1   |
| 6  | Nairobi  | 5 augustus 1987  | Afrikaanse Spelen 1987       | Tunesië − Kameroen | 1 − 3   |
| 7  | Yaoundé  | 8 oktober 1989   | WK 1990 kwalificatie         | Kameroen − Tunesië | 2 − 0   |
| 8  | Radès    | 19 november 1989 | WK 1990 kwalificatie         | Tunesië − Kameroen | 0 − 1   |
| 9  | Radès    | 25 december 1991 | Vriendschappelijk            | Tunesië − Kameroen | 2 − 2   |
| 10 | Accra    | 10 februari 2000 | Afrika Cup 2000              | Kameroen − Tunesië | 3 − 0   |
| 11 | Radès    | 11 januari 2002  | Vriendschappelijk            | Tunesië − Kameroen | 0 − 1   |
| 12 | Radès    | 30 maart 2003    | Vriendschappelijk            | Tunesië − Kameroen | 1 − 0   |
| 13 | Tamale   | 4 februari 2008  | Afrika Cup 2008              | Tunesië − Kameroen | 2 − 3   |
| 14 | Lubango  | 21 januari 2010  | Afrika Cup 2010              | Kameroen − Tunesië | 2 − 2   |
| 15 | Radès    | 13 oktober 2013  | WK 2014 kwalificatie         | Tunesië − Kameroen | 0 − 0   |
| 16 | Yaoundé  | 17 november 2013 | WK 2014 kwalificatie         | Kameroen − Tunesië | 4 − 1   |
| 17 | Monastir | 24 maart 2017    | Vriendschappelijk            | Tunesië − Kameroen | 0 − 1   |
| 18 | Radès    | 12 oktober 2019  | Vriendschappelijk            | Tunesië − Kameroen | 0 − 0   |

## Samenvatting
| Competitie              | Totaal gespeeld | Winst Kameroen | Gelijk | Winst Tunesië | Doelsaldo Kameroen – Tunesië |
| ----------------------- | --------------- | -------------- | ------ | ------------- | ---------------------------- |
| WK-kwalificatie         | 4               | 3              | 1      | 0             | 7 − 1                        |
| Afrika Cup              | 4               | 2              | 2      | 0             | 9 − 5                        |
| Afrika Cup-kwalificatie | 2               | 1              | 0      | 1             | 2 − 4                        |
| Afrikaanse Spelen       | 1               | 1              | 0      | 0             | 3 − 1                        |
| Vriendschappelijk       | 7               | 3              | 3      | 1             | 9 − 6                        |
| Totaal                  | 18              | 10             | 6      | 2             | 30 − 17                      |

FCF · A-internationals · Selecties · Bondscoaches · Statistieken · Kameroens vrouwenelftal · Kameroen U21 · Kameroen U20 · Kameroen U19 · Kameroen U18 · Kameroen U17
1960 – 1969 · 
1970 – 1979 · 
1980 – 1989 · 
1990 – 1999 · 
2000 – 2009 · 
2010 – 2019 ·
2020 − 2029
CC 2001 · 
CC 2003
WK 1982 · 
WK 1990 · 
WK 1994 · 
WK 1998 · 
WK 2002 · 
WK 2010 · 
WK 2014 ·
WK 2022
OS 1984 · 
OS 2000 · 
OS 2008
1961 · 
1960 · 
1961 · 
1962 · 
1963 · 
1964 · 
1965 · 
1966 · 
1967 · 
1968 · 
1969 · 
1970 · 
1971 · 
1972 · 
1973 · 
1974 · 
1975 · 
1976 · 
1977 · 
1978 · 
1979 · 
1980 · 
1981 · 
1982 · 
1983 · 
1984 · 
1985 · 
1986 · 
1987 · 
1988 · 
1989 · 
1990 · 
1991 · 
1992 · 
1993 · 
1994 · 
1995 · 
1996 · 
1997 · 
1998 · 
1999 · 
2000 · 
2001 · 
2002 · 
2003 · 
2004 · 
2005 · 
2006 · 
2007 · 
2008 · 
2009 · 
2010 · 
2011 · 
2012 · 
2013 ·
2014 ·
2015 ·
2016 ·
2017 ·
2018 ·
2019 ·
2020 ·
2021 ·
2022
Albanië ·
Algerije ·
Angola ·
Argentinië ·
Australië ·
Benin ·
Bolivia ·
Brazilië ·
Bulgarije ·
Burkina Faso ·
Burundi ·
Canada ·
Centraal-Afrikaanse Republiek ·
Chili ·
Colombia ·
Comoren ·
Congo-Brazzaville ·
Congo-Kinshasa ·
Costa Rica ·
Cuba ·
Denemarken ·
Duitsland ·
Egypte ·
Engeland ·
Equatoriaal-Guinea ·
Eritrea ·
Ethiopië ·
Finland ·
Frankrijk ·
Gabon ·
Gambia ·
Georgië ·
Ghana ·
Griekenland ·
Guinee ·
Guinee-Bissau ·
Ierland ·
India ·
Indonesië ·
Iran ·
Italië ·
Ivoorkust ·
Jamaica ·
Japan ·
Kaapverdië ·
Kenia ·
Koeweit ·
Kroatië ·
Lesotho ·
Liberia ·
Libië ·
Luxemburg ·
Madagaskar ·
Malawi ·
Mali ·
Marokko ·
Mauritanië ·
Mauritius ·
Mexico ·
Moldavië · 
Mozambique ·
Namibië ·
Nederland ·
Niger ·
Nigeria ·
Noord-Macedonië ·
Noorwegen ·
Oeganda ·
Oekraïne ·
Oezbekistan ·
Oostenrijk ·
Panama ·
Paraguay ·
Peru ·
Polen ·
Portugal ·
Roemenië ·
Rusland ·
Rwanda ·
Saoedi-Arabië ·
Sao Tomé en Principe ·
Senegal ·
Servië ·
Sierra Leone ·
Slowakije ·
Soedan ·
Somalië ·
Sovjet-Unie ·
Swaziland ·
Tanzania ·
Thailand · 
Togo ·
Tsjaad ·
Tunesië ·
Turkije ·
Verenigde Staten ·
Zambia ·
Zimbabwe ·
Zuid-Afrika ·
Zuid-Korea ·
Zuid-Soedan ·
Zweden ·
Zwitserland
Brazilië (2014) · 
Brazilië (2022) · 
Denemarken (2010) · 
Egypte (2017) ·
Frankrijk (2003) · 
Italië (1982) · 
Japan (2010) · 
Kroatië (2014) · 
Mexico (2014) ·
Nederland (2010) · 
Peru (1982) · 
Polen (1982) · 
Servië (2022)
FTF · A-internationals · Selecties · Bondscoaches · Tunesisch vrouwenelftal · Olympisch elftal · Tunesië U21 · Tunesië U20 · Tunesië U19 · Tunesië U18 · Tunesië U17
1950 – 1959 · 
1960 – 1969 · 
1970 – 1979 · 
1980 – 1989 · 
1990 – 1999 · 
2000 – 2009 · 
2010 – 2019 ·
2020 − 2029
WK 1978 · 
WK 1998 · 
WK 2002 · 
WK 2006 · 
WK 2018
OS 1960 · 
OS 1988 · 
OS 1996 · 
OS 2004
1957 · 
1958 · 
1959 · 
1960 · 
1961 · 
1962 · 
1963 · 
1964 · 
1965 · 
1966 · 
1967 · 
1968 · 
1969 · 
1970 · 
1971 · 
1972 · 
1973 · 
1974 · 
1975 · 
1976 · 
1977 · 
1978 · 
1979 · 
1980 · 
1981 · 
1982 · 
1983 · 
1984 · 
1985 · 
1986 · 
1987 · 
1988 · 
1989 · 
1990 · 
1991 · 
1992 · 
1993 · 
1994 · 
1995 · 
1996 · 
1997 · 
1998 · 
1999 · 
2000 · 
2001 · 
2002 · 
2003 · 
2004 · 
2005 · 
2006 · 
2007 · 
2008 · 
2009 · 
2010 · 
2011 · 
2012 · 
2013 · 
2014 · 
2015 · 
2016 ·
2017 ·
2018 ·
2019 ·
2020 ·
2021 ·
2022 ·
2023 ·
2024
Algerije ·
Angola ·
Argentinië ·
Australië ·
Bahrein ·
België ·
Benin ·
Bosnië en Herzegovina ·
Botswana ·
Brazilië ·
Bulgarije ·
Burkina Faso ·
Burundi ·
Canada ·
Centraal-Afrikaanse Republiek ·
Chili ·
China ·
Colombia ·
Comoren ·
Congo-Brazzaville ·
Congo-Kinshasa ·
Costa Rica ·
Denemarken ·
Djibouti ·
Duitse Democratische Republiek ·
Duitsland ·
Egypte ·
Engeland ·
Equatoriaal-Guinea ·
Ethiopië ·
Finland ·
Frankrijk ·
Gabon ·
Gambia ·
Georgië ·
Ghana ·
Guinee ·
Ierland ·
IJsland ·
Irak ·
Iran ·
Italië ·
Ivoorkust ·
Japan ·
Joegoslavië ·
Jordanië ·
Kaapverdië ·
Kameroen ·
Kenia ·
Koeweit ·
Kroatië ·
Letland ·
Libanon ·
Liberia ·
Libië ·
Madagaskar ·
Malawi ·
Mali ·
Malta ·
Marokko ·
Mauritanië ·
Mauritius ·
Mexico ·
Mozambique ·
Namibië ·
Nederland ·
Nieuw-Zeeland ·
Niger ·
Nigeria ·
Noorwegen ·
Oeganda ·
Oekraïne ·
Oman ·
Oostenrijk ·
Panama ·
Peru ·
Polen ·
Portugal ·
Qatar ·
Roemenië ·
Rusland ·
Rwanda ·
Saoedi-Arabië ·
Sao Tomé en Principe ·
Senegal ·
Servië en Montenegro ·
Seychellen ·
Sierra Leone ·
Slovenië ·
Soedan ·
Somalië ·
Sovjet-Unie ·
Spanje ·
Swaziland ·
Syrië ·
Tanzania ·
Togo ·
Tsjaad ·
Turkije ·
Uruguay ·
Verenigde Arabische Emiraten ·
Verenigde Staten ·
Wales ·
Wit-Rusland ·
Zambia ·
Zimbabwe ·
Zuid-Afrika ·
Zuid-Jemen ·
Zuid-Korea ·
Zweden ·
Zwitserland
België (2018) ·
Engeland (2018) ·
Oekraïne (2006) ·
Panama (2018) ·
Saoedi-Arabië (2006) · 
Spanje (2006)